# Batovo (Čajniče, BiH)
Batovo je naseljeno mjesto u općini Čajniču, Republika Srpska, BiH. Nalaze se sjeveroistočno od rijeke Batovke, kod ušća rječice Mrkve u rijeku Batovku.sjeverno od rječice koja se ulijeva u rijeku Janjinu, pokraj ceste R448.

## Stanovništvo
| Narod     | Popis 1961. | Popis 1971. | Popis 1981. | Popis 1991. |
| --------- | ----------- | ----------- | ----------- | ----------- |
| Hrvati    | 4           |             |             |             |
| Muslimani | 195         | 171         | 188         | 168         |
| Srbi      | 3           | 2           | 1           |             |
| ostali    | 2           | 1           | 6           |             |
| Ukupno    | 204         | 174         | 195         | 168         |